# Principado de Túrov y Pinsk
El Principado de Túrov y Pinsk, también llamado Túrov-Pinsk, Túrov, o Tarau (en bielorruso: Турава-Пінскае княства; en ruso: Турово-Пинское княжество; en ucraniano: Турово-Пінське князівство), fue un Estado medieval de eslavos orientales y una importante subdivisión dentro de la Rus de Kiev desde el siglo X en el territorio del moderno sur de Bielorrusia y el norte de Ucrania. Los príncipes de Túrov a menudo sirvieron como los grandes príncipes de Rus a principios del siglo X-XI. La capital del principado era Túrov (también llamada Túrau) y otras ciudades importantes fueron Pinsk, Mazyr, Slutsk, Lutsk, Brest y Volodímir-Volinski.
Hasta el siglo XII, el principado estaba muy relacionado con los principados de Kiev y Volinia. Más tarde, durante un corto período de tiempo hasta la invasión mongola, disfrutó de un amplio grado de autonomía cuando se anexó a Galitzia-Volynia En el siglo XIV, se convirtió en parte del Gran Ducado de Lituania, Rutenia y Samogitia.